# ゲイ

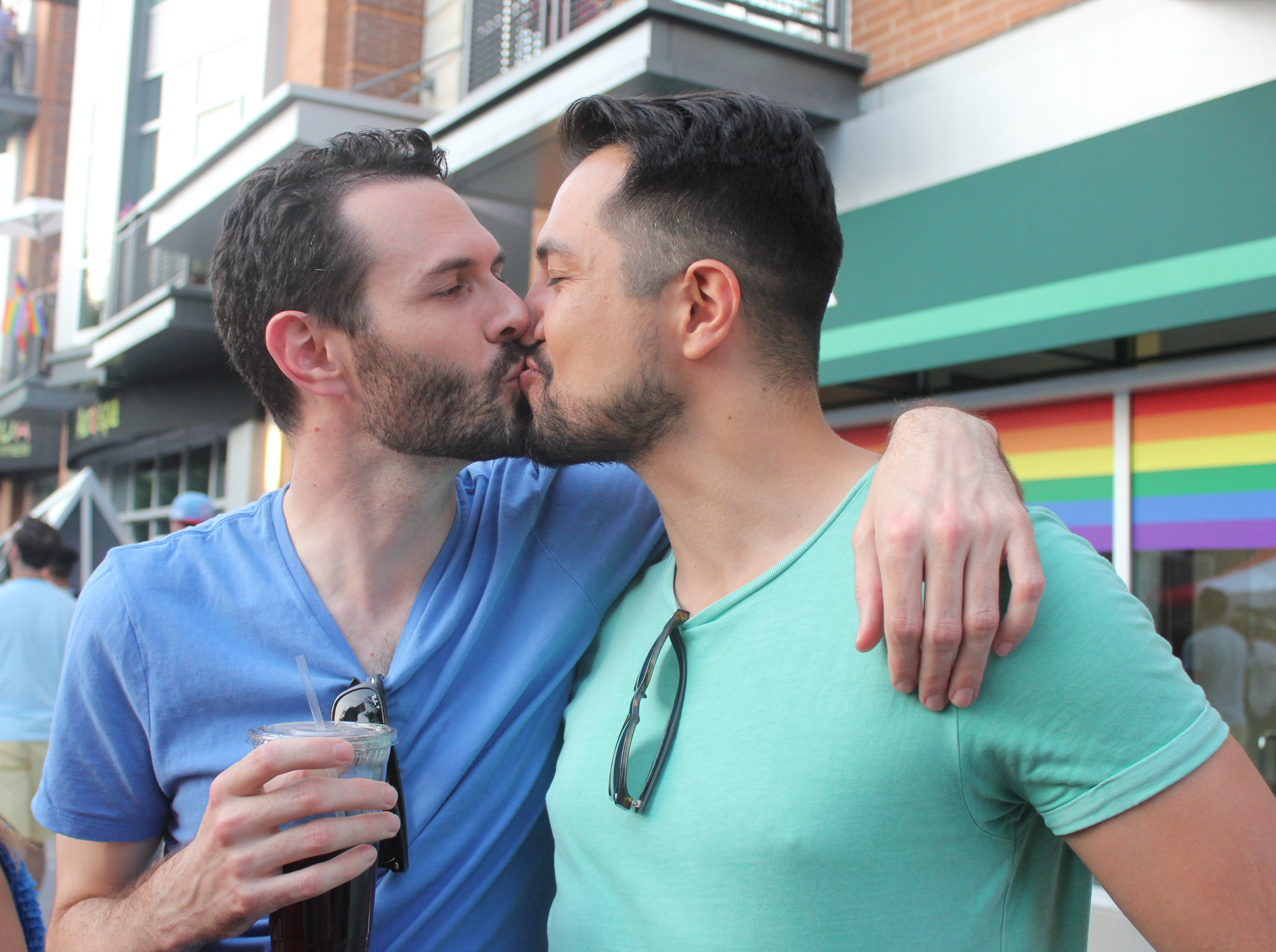
ワシントンD.C.プライド・パレードで接吻する2人のゲイ男性
(2017年)

ゲイ（英: gay）とは、同性愛の人々のことである。女性の同性愛者を指すレズビアンと区別して、特に男性の同性愛者を指す言葉として使われていることが多い。
本項では「ゲイ」という言葉と同性愛の関わりについて解説する。

## 概要

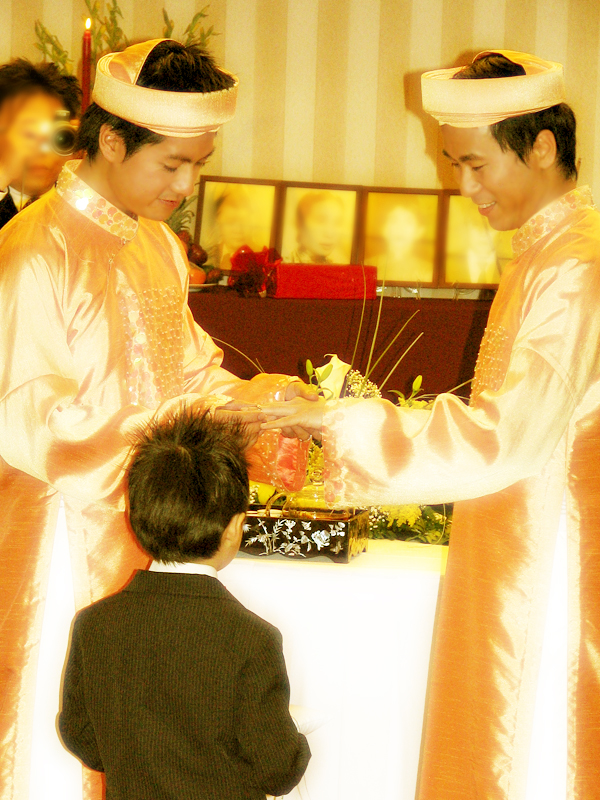
カナダの教会での男性同士の結婚式
(2006年)

この言葉がホモセクシュアリティ（同性愛ならびにそれへの性的指向）を指すものとして用いられるようになったのは、19世紀後半以降である。そして20世紀に入ってその用法は次第に普及していき、20世紀の終わりごろまでには、ゲイという言葉は同性間の関係に関心を持った人々を表すためのスタイル・マニュアルに沿ったものとして、推奨されていくに至った。
ただし、嘗てはこの単語が「不品行」「不道徳」といった含意を担わされていた時代もあり、古くはジェフリー・チョーサーの物語集『カンタベリー物語』の中の「バースの女房の話」の一節に、この用法で使用されている事が確認されている。
現代では、英語圏における「ゲイ」は形容詞及び名詞として用いられ、主にホモセクシュアリティーと関わる人や行動、或いは文化を表現するためのものとされるのが一般的である。

## 歴史

### 語源

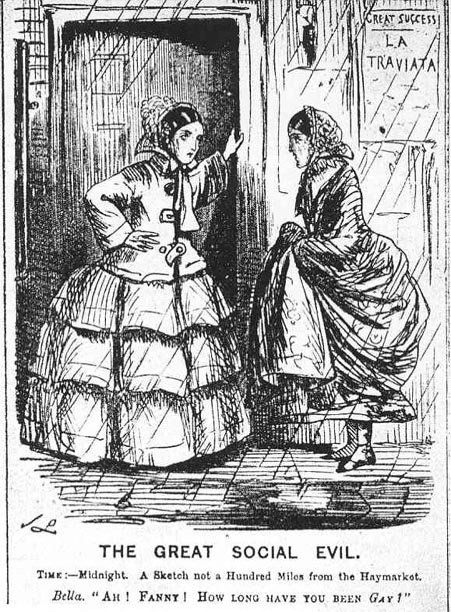
売春をあてこする1857年のポンチ絵。ある婦人がもう一人（むっつりしている）にこういっている。「だいぶ長いことゲイみたいね？」壁にかかっているポスターは娼婦をテーマにした歌劇である「椿姫」

gayという言葉の起源
英語であるgayという言葉の起源は、12世紀、古フランス語のgai にもとめられる。これは、つきつめればゲルマン語がもとになっている可能性が高い。
英語の他の意味 - 「お気楽」「しあわせ」「いい気分」「目立ちたい」
英語圏では久しく「お気楽」「しあわせ」「いい気分」「目立ちたい」という意味で主に使われてきた言葉であり、会話や文章において非常にポピュラーなものであった。例えば、楽観主義的であった1890年代のアメリカ合衆国のことは、「ゲイ・ナインティーズ」として今でもしばしば話題にのぼる。また、1938年におけるフランスのバレエ劇「Gaîté Parisienne」（「パリっ子はお気楽もの」）は、1941年にワーナー・ブラザースによって映画化されており、そのタイトルである「ゲイなパリっ子」は、本来の意味で用いられたものである。したがって明らかに20世紀に入るまでこの言葉は特に「ホモセクシュアリティー」（同性愛）を表すものではなかったのだが、ある時期から性的な意味を持つようになる。

### 性的な意味へ
1637年までにはgay＝不品行という連想が生まれだしており、17世紀の終わりには「享楽と放蕩に明け暮れる」という意味も持ち始めていた 。当時は「ゲイ女」とは売春婦のことであり、「ゲイ男」とは女たらしのことで、「ゲイ・ハウス」は売春宿を意味していた。
これは、この言葉の本来の意味である「気まま」さの延長、即ち「道徳的な制約に縛られない」というイメージの延長にあるものではある。つまり「ゲイ」という単語が性的な意味合いを持つようになったのは、元をただせば単にこの語が表す「気ままであり制約に縛られない」という状態の指し示す範囲が、性生活の在り方にまで広げられたにすぎない。
それはやがて、それまでは重んずるべきとされていた伝統や、性的な習律に囚われないという価値観を主張するものとして「ゲイ」が使われる事にも繋がる。1920年代には、主にホモセクシュアル同士の間で、自分たちの生き方を誇示する単語として使われていたという報告もある。
なお初めのうちは、異性間の奔放な性生活をほのめかすものとしてより広く用いられていた。その例としては、かつてお馴染みだったフレーズである「ゲイのロザリオ」（ニコラス・ロウの「en:The Fair Penitent」に登場する女たらしのことで、奔放な女たらしというような意味）や、「ゲイ」という姓をもつ女たらしの探偵が出てくる「en:The Gay Falcon」（1941年に映画化もされた）にみることができる。
20世紀中頃には、中年の独身男性を指して「ゲイ」と言う使われ方が広まっていた。これは、その魅力の乏しさや、或いは反対に独身ゆえに自由であることを表現したもので、まったくホモセクシュアリティーをほのめかすものではなかった。女性に対しても用いられており、イギリスのコミック誌「ジェーン」は、1930年代に創刊された、ジェーン・ゲイの冒険を描いたものとなっている。こちらも決してホモセクシュアルを暗示したものではなく、幾人ものボーイ・フレンドを従えた、彼女の奔放なライフスタイルを表すものだった（レディー・ジェーン・ゲイに語呂をあわせたものでもある）。
ガートルード・スタインの「ミス・ファーとミス・スキーン」（1922年）に出てくる一節では、ゲイという言葉を用いてホモセクシュアルな関係が引き合いに出されている。これは、おそらく辿れる限りでは、ゲイという言葉がその意味の用語として初めて印刷された活字となって登場したものであると言われている。リンダ・ワーグナー＝マーティンが示すところによれば（「素敵な異邦人たち：ガートルード・スタインとその家族」）、これは「言語の歴史において、性的な作為をもってゲイという言葉がいくらか繰り返されたものとして注目に値する」もので、エドマンド・ウィルソンも同意している。「ジェイムズ・メローが「特権団体Charmed Circle」（1974年）で引用しているところでは、例えばこんな箇所がある。
| 「                            | あいつらは…ゲイだ。やつらはゲイになるってのがどういうことかをちょいとお勉強したのさ。まったくきちょうめんなほどのゲイだったね。 | 」 |
| —ガートルード・スタイン, 1922 | |    |

1929年のノエル・コワード作のミュージカル「ビター・スウィート」の内容は、別の文脈でこの言葉を使っており、これは強くホモセクシュアリティを意識させるものだ。

また1890年代に、4枚重ねの服を着こなす伊達男たちがうたった「グリーン・カーネーション」の歌詞にはこうある。
| 「                                                 | かわいい坊や、気がきく坊や、 鼻で笑うのかもね 僕らの断絶。 偉ぶる坊や、やんちゃな坊や Dear dear dear! 気が遠くなるほど愛してる… 僕らこそが理由なのさ 「ナインティーズ」がゲイだってことの。 僕らみんなで掲げよう、グリーン・カーネーション | 」 |
| —ノエル・コワード, 1929 （ビター・スウィートより） | |    |

この歌のタイトルは、オスカー・ワイルドを意識させる。彼がグリーン・カーネーションをつけていたことは有名であるし、付け加えればその男色趣味もよく知られている。だが、「ゲイ・ナインティーズ」というフレーズは、90年代を形容するものとして既に確立されたものである（同名の映画や「アンフェイスフル・ハズバンド」はこの年代を扱っている）。この歌は、ワイルドと耽美主義を皮肉ったものとしても馴染んでいる。こうして表舞台で用いられることが定着し、慣例となったために（流行のミュージカルであった）、こういった文脈におかれたゲイという言葉の意味は、二重になってしまった。
今日における他の用法には、コワードの詩と同様の多義性がいくらかある。「Bringing Up Baby」（1938年）は、ゲイという言葉を明らかにホモセクシュアリティを指すものとして使った初めての映画である。ある場面でケリー・グラントの服がクリーニング屋に送られてしまい、彼は女物のワンピースを着るはめになる。そのことについて問われると、彼は「ゲイになっちまったからだよ…いきなり！」と答えるのだ。しかし、まだ当時はホモセクシュアリティを意味するものとしてこの言葉を使うことは、当たり前ではなかった。この台詞は、「何かちょっとしたおふざけでもやってみようかなと思って」という意味にとられる可能性もあったのである。グラントがこの台詞をアドリブで言ったのかたどうかについては議論がある（台本にはなかったのだ）。
ただ同時期のヘテロセクシャルのカップルを扱ったミュージカル映画「ゲイな出戻り女」（1934年）というタイトルにも明らかなように、「お気楽な」という本来の意味でも用いられ続けている。

### ホモセクシュアリティとの関わり

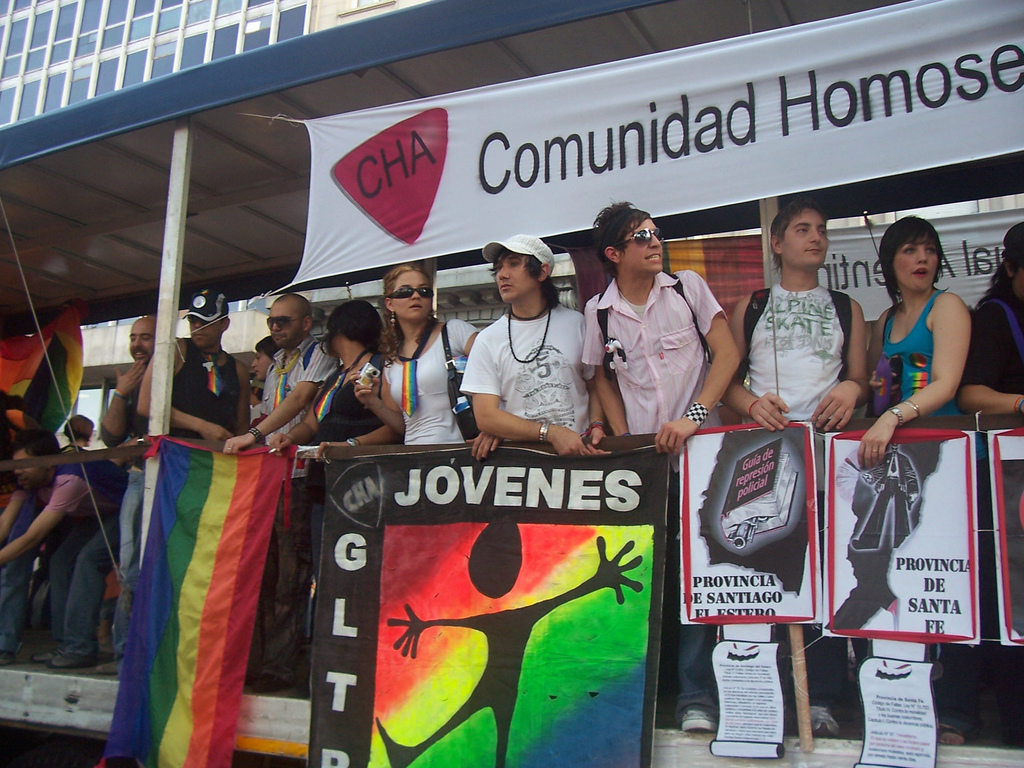
アルゼンチンゲイコミュニティ
(2007年)

20世紀なかばごろまでに、ゲイという言葉はいわゆるストレート（「ちゃんとした人」という含意をもった）の反義語として広く認知されていた。そして、結婚や婚約に縛られないライフスタイルのことを指すようにもなった。その他、そういった人々の装い（「ゲイ・アピール」）にある軽薄さや顕示欲を意味する言葉として、「おかま（camp）」や「女々しい男（effeminacy）」と結びついていく。この連想が、今日主に用いられているような（本来はサブカルチャーに限定されていた）意味へと次第に収斂していくことを後押ししたことには疑いようがない。「ゲイ」はそれらの語をふまえた上で、たとえば「イカれた（queer）」のような軽蔑されるべき性向を表現するにふさわしいものとなった。
20世紀半ばのイギリスでは、1967年に性犯罪法（ソドミー法廃止）が制定されるまで、男性同士が愛し合うことは違法であった。つまり誰かを同性愛者だと名指すことは、その人間が極めて侮辱的な行いをし、また非常に重い罪を犯したと告発するに等しかったのである。次第に、同性愛のどんな側面を示す言葉であっても、それは公正な社会に相応しいものではないと考えられるようになった。とはいえそれは、無数の婉曲的表現が同性愛者と疑わしき人物をほのめかす（hint）ものとして用いられたということも意味している。「スポーツ好きの」少女や「芸術志向の」少年といった言葉が例として挙げられるが、これらみなには、本来はまったく純粋な形容詞であるそれらに意図的なひずみが生じている。
このように1963年頃には、ゲイという言葉には新たな捉え方が生まれていた。それはアルバート・エリスがその著書「The Intelligent Woman's Guide to Man-Hunting」で用いたことで有名になったものである。しかし、もともとの意味でポップ・カルチャーに用いられた例として、1960年から66年まで放送されたアニメ番組「原始家族フリントストーン」のテーマ・ソングがある。それを聞いた視聴者は、彼らにもかつて「陽気な在りし日」があったのだと考えたことだろう。同様に、1966年のハーマンズ・ハーミッツの曲である「No Milk Today」が挙げられる。この曲は、イギリスのヒットチャートで上位10位に入り、アメリカでも40位になった。歌詞にはこんな節がある。「No milk today, it was not always so / The company was gay, we had turn night into day」。1967年6月、ビートルズの新作である『サージェント・ペパーズ・ロンリー・ハーツ・クラブ・バンド』への評をのせた「タイムズ」誌は、こういっている。「ビートルズはポップ・ミュージックの進歩という希望を復活させた。それは、この新しいゲイなLP盤でなしとげられたのだ」。
上述のような、全世界的な流れとしてホモセクシュアルな意味が付されてきたのかということには議論の余地もいくらかある。「ゲイgay」がGood As youのことだという主張もされているが、このような語源説が証明されているわけではない。